# Марек Хамшик
Марек Хамшик (слч. Marek Hamšík; 27. јул 1987, Банска Бистрица) словачки је фудбалер, који тренутно наступа на позицији офанзивног везног за Трабзонспор и репрезентацију Словачке.

## Каријера
Иако је Хамшик одрастао у Банској Бистрици никада није играо за познати локални тим Дуклу, већ је почео да игра у омладинском погону Јупие Подлавице. Године 2002. прелази у Слован из Братиславе.
Са само 17 година 2004. прелази у италијанску Брешу. Његов први меч у Серији А је био против Кјева када је имао 17 година и 237 дана. Те сезоне 2004/05. Бреша испада из лиге као 19. на табели. Наредне сезоне Хамшик је одиграо 24 утакмице за Брешу, а у сезони 2006/07. је имао одличан учинак од 40 утакмица и 10 голова.
Лета 2007. Хамшик прелази у Наполи, клуб који је тада ушао у Серију А. Своју прву званичну утакмицу за Наполи је одиграо против Чезене у италијанском купу где је и постигао гол у победи од 4:0. Свој први гол у Серији А је постигао против Сампдорије 16. септембра 2007. Исте године Хамшик је проглашен за другог најбољег словачког фудбалера године, а за најбољег младог словачког фудбалера године. Своју прву сезону у Наполију је завршио као први стрелац клуба са 9 голова на 37 утакмица. На почетку сезоне 2008/09. је постигао по један гол на прве две утакмице, а у наставку сезоне постиже још 9 и постаје најбољи стрелац Наполија у сезони по други пут.
Сезоне 2010/11. Хамшик је играо јако добро, помогавши свом клубу да дође до трећег места у Серији А и тако обезбеде квалификације за Лигу шампиона наредне сезоне. Хамшик је те сезоне одиграо 36 мечева, постигао 11 голова и забележио 6 асистенција.
Наредне сезоне у Лиги шампиона постиже гол у победи над Виљареалом од 2:0, што је била прва победа Наполија икада у Лиги шампиона. У другој утакмици против Виљареала у групи Хамшик постиже гол и бележи асистенцију за још једну победу од 2:0. Та победа им обезбеђује осмину финала такмичења, након играња у тешкој групи са Бајерном и Манчестер ситијем.
Хамшик је такође одиграо важну улогу те сезоне код освајања Купа Италије. У финалу против Јувентуса је постигао други гол на утакмици који је обезбедио победу од 2:0. Та победа је донела Наполију први трофеј после више од 20 година. Такође је занимљиво то да је Хамшик обећао да ће обријати главу у случају да Наполи освоји трофеј, што је и учинио.

## Репрезентација
До сада је одиграо 107 утакмица за репрезентацију и постигао 21 гол.
Марек Хамшик је дебитовао за репрезентацију Словачке 7. фебруара 2007. у пријатељском мечу против Пољске. Учествовао је на Светском првенству 2010. у Јужној Африци, где је као капитен предводио репрезентацију до осмине финала где их је елиминисала Холандија, која је касније изгубила у финалу.
На европском првенству 2016. у Француској, предводио је своју репрезентацију која је завршила такмичење у осмини финала поразом од каснијег полуфиналисте, репрезентације Немачке.

## Трофеји
Наполи
- Куп Италије (2) : 2011/12, 2013/14.
- Суперкуп Италије (1) : 2014.

Индивидуални
- Најбољи млади играч године у Серији А (1): 2008.[3]
- Најбољи асистент Серије А (2) : 2012/13 , 2014/15.[4]
- Најбољи млади словачки фудбалер године (2) : 2007, 2008.
- Словачки фудбалер године (6) : 2009, 2010, 2013, 2014, 2015, 2016.[5]